# F. Bordewijk
Ferdinand Bordewijk (né à Amsterdam le 10 octobre 1884, mort à La Haye le 28 avril 1965), connu sous le nom de F. Bordewijk et sous le pseudonyme de Ton Ven, est un écrivain néerlandais, avocat de profession, auteur de romans, nouvelles, pièces de théâtre, poèmes en prose, parodies, oraisons funèbres et critiques. Il est surtout connu pour sa triade de courtes nouvelles Blokken (1931), Knorrende beesten (1933) et Bint (1934), ainsi que par son roman Karakter (1938), porté à l’écran en 1997 par Mike van Diem. Pour sa part, Bordewijk considérait son roman Noorderlicht (1948) comme son œuvre la plus accomplie.
Il a reçu en 1953 le prix P.C. Hooft pour ses deux œuvres : le recueil de nouvelles Studiën in volksstructuur (1951) et le roman De doopvont (1952). Le prix Vijverberg de la fondation Jan Campert fut renommé « prix Bordewijk » en 1979. Il est considéré avec Simon Vestdijk comme l’auteur en prose le plus important de sa génération.

## Biographie
Ferdinand Johan Wilhelm Christiaan Karel Emil Bordewijk naquit à Amsterdam le 10 octobre 1884. En 1919, il devait demander au tribunal d’arrondissement de La Haye de rayer ces six prénoms pour ne conserver que le seul « Ferdinand ».
Un an après sa naissance, la famille déménagea de la rue Jan Steens au 198 du Singel. C’est cette demeure que Bordewijk décrira dans la nouvelle Keizerrijk qui parut dans le recueil De wingerdrank en 1937. De là, en 1894, la famille devait passer à La Haye où elle changera régulièrement de domicile. On peut y voir une source possible de l’intérêt que portera Bordewijk à l’architecture tout au cours de sa carrière littéraire.
Bordewijk fit ses études secondaires au « Hoge Westeinde ».Par la suite il étudia le droit à l’université de Leyde où il obtint son diplôme en 1912. Il devait accéder au Barreau l’année suivante et se joignit comme partenaire junior à un grand bureau d’avocats de Rotterdam. L’expérience qu’il acquit alors lui servira un quart de siècle plus tard lorsqu’il écrivit son roman Karakter.
En 1914, il épousa la compositrice néerlandaise Johanna Roepman (1892-1971). Le couple aura un fils, Robert F. Bordewijk qui travaillera par la suite au bureau d’avocat de son père ainsi qu’une fille, Nina (Nick) Funke-Bordewijk (1918-1995) qui s’occupera de littérature.
La carrière littéraire de Bordewijk débuta sans grand succès avec le recueil de poésies Paddestoelen qu’il publia sous le pseudonyme Ton Ven, pseudonyme dont il se servira à quelques reprises par la suite. De 1918 à 1920, il enseignera brièvement le droit comme chargé de cours à l’École de commerce de Rotterdam. Il se servira de ses impressions de l’époque lorsqu’il écrira le roman Bint quelque quinze ans plus tard. Par la suite, il devint avocat à Schiedam, en banlieue de Rotterdam, tout en résidant à La Haye sauf pendant une courte période de quatre mois en 1945 alors que le bombardement du quartier Bezuidenhout l’obligea à séjourner à Leyde.

## Les trois recueilsFantastische vertellingen(litt:Contes fantastiques)
En 1919, Bordewijk se mit à la prose avec Frantastische vertellingen, un recueil de cinq nouvelles et contes. Deux autres recueils portant le même titre devaient suivre en 1923 (recueil de cinq contes) et en 1924 (recueil de trois nouvelles). Les treize nouvelles qui composent les trois recueils prennent la forme de contes extravagants aux limites de l’absurde où on voit par exemple dans De rode grijsaard (litt : Le Vieillard rouge) paru dans le troisième recueil une femme épouser un singe.
Ces contes aussi fantastiques que fantaisistes contiennent en germe les caractéristiques que l’on retrouvera à répétition par la suite dans l’œuvre de Bordewijk : la paranoïa schizophrène (Dr. Testal’s dubbelganger [litt : Le Sosie du docteur Testal], 2e recueil), la délusion religieuse débouchant sur la mort (In plenitudine Christi, 1er recueil), l’adultère (Talamon of Ye Olde Bowe, 2e recueil) et la tuerie de masse (Marion Quinn, 3e recueil). « Fantastiques », ces contes le sont non seulement au sens restreint de « créé par l’imagination » ou « n’existant pas dans la réalité », mais également au sens plus large de « rare » ou de « peu commun ». Ainsi, dans le deuxième recueil, la nouvelle Tatjana traite d’un commerçant hollandais qui tente de faire sortir de la Russie révolutionnaire la fille d’un tsar.
Dans le troisième recueil, la nouvelle Marion Quinn constitue à plus d’un titre une œuvre charnière. D’un point de vue littéraire et esthétique, certains critiques l’ont vue comme supérieure aux autres histoires des trois recueils. De par son contenu, elle se dirige vers ces courtes œuvres en prose sans prétention littéraire que Bordewijk publiera à partir des années 1950. Malgré diverses variations, Bordewijk y adopte la forme caractéristique de ces œuvres subséquentes : des nouvelles imaginaires en prose s’étendant sur quelques dizaines de pages.

## Réception par la critique littéraire
Dans son ensemble la critique littéraire accueillit plutôt négativement les Fantastische Vertellingen. Le premier recueil semble être passé inaperçu des journaux. Seule une citation extraite d’une critique parue dans De Nieuwe Gids fut retenue pour la quatrième de couverture du deuxième recueil dans laquelle Bordewijk était comparé à Edgar Allan Poe et à E.T.A. Hoffman. Cela devait donner prétexte au quotidien Voorwaarts du 23 juillet 1923 de consacrer une bonne part de sa critique à Edgar Allan Poe pour conclure que Bordewijk ne pouvait loger à l’ombre de celui-ci. Dans le Het Volk du 18 juin 1923, A.M. de Jong ironisait sur « les gauches tentatives d’introduire dans notre littérature un genre qui ne lui appartient décidément pas », et se moquait des parallèles trompeurs établis par certains collègues avec Poe : « Quant à ce pauvre Bordewijk qui se prend si volontiers pour un Poe néerlandais..." La comparaison revint dans les articles consacrés au troisième recueil. Sous le titre « Des personnes étranges », « De Telegraaf » du 10 janvier 1925 affirmait que « les nouvelles de Bordewijk n’atteignent pas l’intensité dramatique des histoires d’horreur bien connues de Poe . Ce n’est que dans le Het Vaterland du 24 novembre 1924 que l’on peut trouver un jugement plus nuancé. On y lit que l’auteur arrive à instiller chez ses lecteurs un sentiment véritable d’anxiété, « chose qui est le véritable secret de l’art propre à Bordewijk ». Contrairement aux autres critiques, celle-ci s’abstenait de faire la comparaison avec Poe pour reconnaître chez Bordewijk un écrivain doté d’une personnalité qui lui était propre.
Dans un article publié par la suite sous la plume de J.A. Dautzenberg dans le magazine littéraire Spiegel der Letteren, les recueils de Bordewijk furent jugés comme le produit d’un art véritable quoique encore inachevé. Le même critique y affirmait que l’auteur luttait avec un genre qu’il ne maîtrisait pas encore parfaitement, celui du conte d’horreur, genre littéraire dont la perfection réside dans un juste équilibre entre la vie quotidienne et l’absurde.

## La triadeBlokken, Knorrende Beesten, Bint

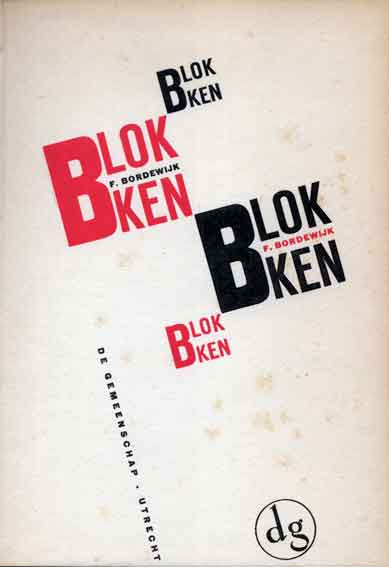
Blokken (1931) Couverture A.M. Oosterbaan
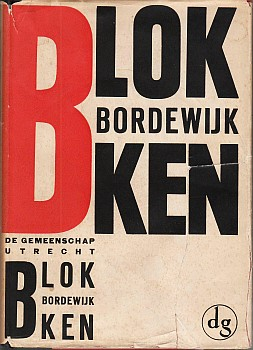
Stofomslag (1931)
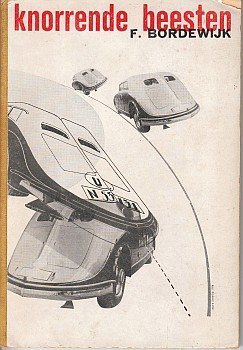
Knorrende beesten (1933) Couverture Oosterbaan et Kees Strooband
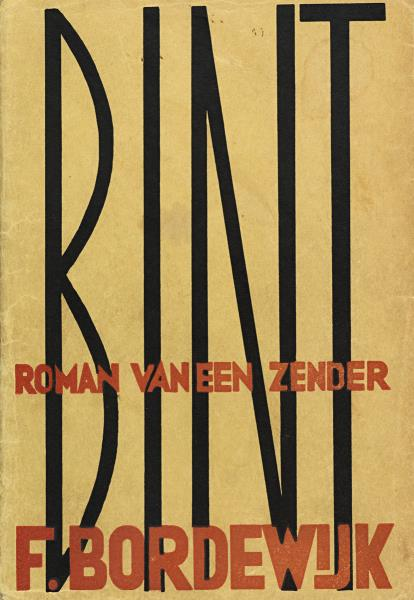
Bint (1934) Couverture A.M. Oosterbaan

Les œuvres suivantes devaient recevoir un meilleur accueil. Ce fut le cas des trois courts romans Blokken (1931), Knorrende beesten (1933) et Bint (1934), des deux romans plus longs Rood Paleis (1936) et Karakter (1938), ainsi que du recueil de nouvelles De wingerdrank (1937). Blokken est un roman décrivant une société imaginaire organisée de telle sorte qu'il soit impossible de s’en échapper et dont les dirigeants exercent une autorité totale sur des citoyens totalement privés de leur libre arbitre. Il parut une année avant Le Meilleur des mondes d’Aldous Huxley.
Ces œuvres en prose datant d’avant la guerre doivent être vues dans le contexte de courants littéraires comme le réalisme magique, le surréalisme (en particulier De wingerdrank) et l’expressionnisme. Le style de Bordewijk s’accorde avec la thématique de ses romans. Certaines œuvres de cette période, par exemple le roman Bint qui fut beaucoup lu et traite d’un régime d’éducation de grande sévérité, utilise un langage extrêmement strict : phrases courtes, réduites à l’essentiel et souvent elliptiques où on trouve très peu d’adjectifs, autant de caractéristiques des courants expressionnistes ou de la « nouvelle objectivité ». Ce qui n’empêche pas l’auteur d’adopter lorsqu’il le faut la tendance inverse, par exemple dans le roman psychologique Eiken van Dodona (1946) où se développe la lutte de l’artiste avec le processus de création. Par la suite,  Bordewijk, par exemple dans le roman Bloesemtak (1955), adoptera un style plus modéré.

## Les années de guerre (1940-1945)
Pendant la Seconde Guerre mondiale, la famille Bordewijk fera partie de la résistance. En 1944, Bordewijk, sous le nom de plume Émile Mandeau, publiera dans la série Quousque Tandem des publications illégales éditées par De Bezige Bij (litt : L’Abeille laborieuse) sa nouvelle Verbrande erven alors que son épouse composait la musique du chant « Uit het diepst van mijn hart » (Du plus profond de mon cœur) de J.J.G. Zwanniken, également chez « De Bezige Bij ». La maison du couple fut détruite le 3 mars 1945 lors du bombardement du quartier Bezuidenhout, lui faisant perdre son imposante bibliothèque. Heureusement, Bordewijk lui-même ne fut pas touché; il devait recevoir par la suite de la maison « De Bezige Bij » une somme de mille florins comme marque d’encouragement.

## Les dernières années
Après la guerre, Bordewijk fera partie jusque dans les années 1960 de la commission de toponymie de La Haye et on lui doit le nom de plusieurs rues des quartiers Bouwlust et Vrederust. Durant cette période, il devait réfléchir de plus en plus fréquemment sur le thème de la fin de vie, déployant un humour que l’on pouvait déjà trouver dans les contes rassemblés en 1935 sous le titre De Laatse Eer (litt : Les Derniers Honneurs). Son avant-dernier roman, Tijding van ver (1961), se termine lorsque le personnage principal, Alwyn Braam Bouwens, obsédé pendant toute sa vie par l’idée de la mort, meurt d’une chute dans un escalier.
Bordewijk devait mourir à l’âge de 80 ans le 28 avril 1965 d’une affection pulmonaire; il fut inhumé au cimetière « Oud Elk en Duinen » de La Haye.

## Influence et actualité
Les thèmes traités par Bordewijk de même que son style très personnel ne lui permettaient guère de faire école. Toutefois, son œuvre continua à être lue et ses ouvrages réédités. Dans la seule période 2000-2015, elle fit l’objet de plus de trente tirages et de traductions en italien, en anglais, en allemand, en turc et en slovaque. Une Association des amis de Bordewijk fut créée en 2014 pour l’organisation d’une série d’activités devant marquer les célébrations du cinquantième anniversaire de sa mort l’année suivante.
Les « Œuvres complètes » (1982-1991) de Bordewijk ont été publiées par les éditions Jijgh & Van Ditmar. À l’origine, la collection devait comprendre onze volumes, mais treize furent publiés : cinq comprennent les romans, quatre les contes et nouvelles, deux des publications diverses dont pièces de théâtre et poésies et deux des textes en prose ainsi qu’une bibliographie.

## Récompenses littéraires
- 1949 -  Prijs voor kunsten en wetenschappen (prix des arts et des sciences) pour Noorderlicht
- 1953 -  P.C. Hooft-prijs (prix P.C. Hooft) pour De doopvont et Studiën in volksstructuur
- 1957 - Constantijn Huygens-prijs (prix Constantijn-Huygens) pour l’ensemble de son œuvre.

## Œuvres
- 1916 – Paddestoelen (sous le pseudonyme « Ton Ven »)
- 1918 – Een koning van de frase (Un roi de la phrase) (dans) Groot Nederland
- 1919 – Fantastische vertellingen, verhalen (Contes fantastiques), nouvelles
- 1923 – Fantastische vertellingen, tweede bundel (Contes fantastiques II), nouvelles
- 1924 – Fantastische vertellingen, derde bundel (Contes fantastiques III), nouvelles
- 1931 – Blokken (Cubes), roman
- 1933 – Knorrende beesten; de roman van een parkeerseizoen (roman)
- 1934 – Bint, de roman van een zender (roman)
- 1935 – De laatste eer, grafrede (Les derniers honneurs, eulogie)
- 1935 – 't Ongure Huissens
- 1936 – Rood paleis; ondergang van een eeuw (Le Palais rouge; la chute d’un siècle)
- 1936 – IJzeren agaven; studie in zwart met kleuren
- 1937 – De wingerdrank (nouvelles)
- 1938 – Karakter; roman van zoon en vader (roman)
- 1940 – De Korenharp
- 1940 – Drie toneelstukken (Trois pièces de théâtre)
- 1941 – Apollyon
- 1946 – Eiken van Dodona (Les chênes de  Dodona)
- 1946 – Veuve Vesuvius

- 1947 – Bij gaslicht (Sous le bec à gaz)

- 1947 – Vijf fantastische vertellingen (Cinq contes fantastiques)

- 1948 – Noorderlicht (Lumière du nord)

- 1948 – Plato's dood, symfonisch gedicht (La Mort de Platon; poème symphonique)

- 1948 – Rotonde (opéra)

- 1949 – Blokken, Knorrende beesten  (compilation de : Cubes, Les bêtes qui grognent)

- 1949 – Het eiberschild

- 1949 – Nachtelijk paardengetrappel

- 1949 – Zwanenpolder; twintig verhalen (Polder des cygnes : vingt nouvelles)

- 1950 – Vertellingen van generzijds (Contes de l’autre côté)

- 1951 – De korenharp, nieuwe reeks

- 1951 – Studiën in volksstructuur

- 1952 – De doopvont

- 1954 – Haagse mijmeringen

- 1954 – Mevrouw en meneer Richebois; twintig korte verhalen (Madame et monsieur Richebois; vingt nouvelles)

- 1955 – Arenlezing uit De korenharp

- 1955 – Bloesemtak

- 1955 – Onderweg naar Beacons; twaalf korte verhalen

- 1956 – Geachte confrère; splendeurs et misères van het beroep van advocaat (Cher confrère : grandeurs et misères du métier d’avocat)

- 1956 – Halte Noordstad; vermeerderd met drie eenacters en een monoloog (pièce)

- 1956 – Tien verhalen (Dix histoires)

- 1957 – Idem; tien parodieën (Idem; dix parodies)

- 1958 – De aktentas, tien korte verhalen (Le porte-documents : dix courtes nouvelles)

- 1959 – De zigeuners; twaalf korte verhalen en een schets (Les gitans : douze courtes nouvelles et un sketch)

- 1960 – Centrum van stilte; vijf verhalen (Le centre du silence : cinq nouvelles)

- 1961 – Tijding van ver (Nouvelles venues de loin)

- 1961 – Paddestoelen (raad in) rijm (sous le pseudonyme Ton Ven)

- 1964 – Lente; zeven verhalen (Printemps; sept nouvelles)

- 1964 – Jade, jaspis en de jitterbug (sous le pseudonyme Ton Ven)

- 1965 – De Golbertons

- 1981 – Dreverhaven en Katadreuffe

- 1982 – Zeven fantastische vertellingen; nagelaten feuilletons (Sept contes fantastiques)

- 1982–1991 – Verzameld werk (Œuvre complète en treize volumes)

- 1983 – Vijf kleine verhalen (Cinq petites histoires)